# Drapeau Telefónica
Le Drapeau Telefónica (Bandera Telefónica en castillan) est une compétition annuelle d'aviron, concrètement de trainières, qui a lieu dans diverses localités de la côte basque depuis 1999.

## Histoire
La première édition s'est déroulée le 25 août à 19 heures dans des eaux de Getaria. La seconde édition a eu lieu le 29 juillet à 19 heures dans des eaux d'Ondarroa et correspondait à la Ligue Basque A. La troisième édition s'est déroulée dans une zona de régates, de cette fois à Zumaia, le 28 juillet, et faisait aussi partie de la Ligue Basque A. Le 20 juillet suivant s'est disputée la quatrième édition à Lekeitio, toujours pour la Ligue Basque A.
Faisant partie de la Ligue ACT (aujourd'hui Ligue San Miguel) l'édition 2003 s'est déroulée dans des eaux de Zarautz. En 2004 la régate a eu lieu à Guetxo mais n'était pas imputable à la ligue. Dans l'édition 2005 à Hondarribia, en tant régate de la Ligue ACT, elle s'est déroulée le 24 septembre. Le 16 juillet 2006 elle s'est déroulée à Bermeo. Le 15 juillet 2007 à Saint-Sébastien (Donostia en euskara), tout comme l'année suivante. La dernière édition du 4 juillet 2009 elle se déroule à Bilbao (Bilbo en euskara).

## Palmarès
| Édition | Année | Champion        | Second          | Troisième       |
| ------- | ----- | --------------- | --------------- | --------------- |
| I       | 1999  | Orio            | Astillero       | Castro-Urdiales |
| II      | 2000  | Hondarribia     | Astillero       | Orio            |
| III     | 2001  | Castro-Urdiales | Urdaibai        | Astillero       |
| IV      | 2002  | San Juan        | Castro-Urdiales | Orio            |
| V       | 2003  | Astillero       | Orio            | Hondarribia     |
| VI      | 2004  | Urdaibai        | Hondarribia     | Astillero       |
| VII     | 2005  | Astillero       | Castro-Urdiales | Pedreña         |
| VIII    | 2006  | Orio            | Hondarribia     | Castro-Urdiales |
| IX      | 2007  | Castro-Urdiales | Zumaia          | Hondarribia     |
| X       | 2008  | Orio            | Urdaibai        | Zumaia          |
| XI*     | 2009  | Castro-Urdiales | San Pedro       | Hondarribia     |

- L'édition 2009 s'est appelée XI Bandera Telefonica - GP Villa de Bilbao.